# Астрильд
Астри́льд (Estrilda) — рід горобцеподібних птахів родини астрильдових (Estrildidae). Представники цього роду мешкають в Африці на південь від Сахари та на Аравійському півострові. Деякі види часто утримуюються в неволі і були інтродуковані в різних частинах світу.

## Види
Виділяють дванадцять видів:
- Астрильд білочеревий (Estrilda nonnula)
- Астрильд чорноголовий (Estrilda atricapilla)
- Астрильд червонобокий (Estrilda kandti)
- Астрильд золотощокий (Estrilda melpoda)
- Астрильд нігерійський (Estrilda poliopareia)
- Астрильд болотяний (Estrilda paludicola)
- Астрильд абісинський (Estrilda ochrogaster)[5]
- Астрильд смугастий (Estrilda astrild)
- Астрильд масковий (Estrilda nigriloris)[6]
- Астрильд сірий (Estrilda troglodytes)
- Астрильд червонокрилий (Estrilda rhodopyga)
- Астрильд аравійський (Estrilda rufibarba)